# Søndre Svartdalspiggen
De Søndre Svartdalspiggen is een berg behorende bij de gemeente Lom en Vågå in de provincie Oppland in Noorwegen. De berg, gelegen in Nationaal park Jotunheimen, heeft een hoogte van 2060 meter en maakt onderdeel uit van de bergkam Svartdalspiggen.
De Søndre Svartdalspiggen is onderdeel van het gebergte Jotunheimen.